# Cantone di Saint-Herblain-2
Il Cantone di Saint-Herblain-2 è una divisione amministrativa dell'arrondissement di Nantes.
È stato costituito a seguito della riforma approvata con decreto del 25 febbraio 2014, che ha avuto attuazione dopo le elezioni dipartimentali del 2015.

## Composizione
Comprende parte del comune di Saint-Herblain e il comune di Orvault.